# Nirasaki
Nirasaki (jap. 韮崎市 Nirasaki-shi) – miasto w Japonii na głównej wyspie Honsiu w prefekturze Yamanashi.

## Położenie
Miasto leży w zachodniej części prefektury nad rzeką Fuji, graniczy z:
- Kai
- Hokuto
- Minami-Arupusu

## Historia
Miasto powstało 10 października 1954 roku.

## Transport

### Kolejowy
Przez miasto przebiega główna magistrala JR Chūō.

### Drogowy
- Autostrada Chūō
- Drogi krajowe nr 20, 52, 141.

## Miasta partnerskie
- Chiny:  Jiamusi